# Młynówka (Kłodzko)

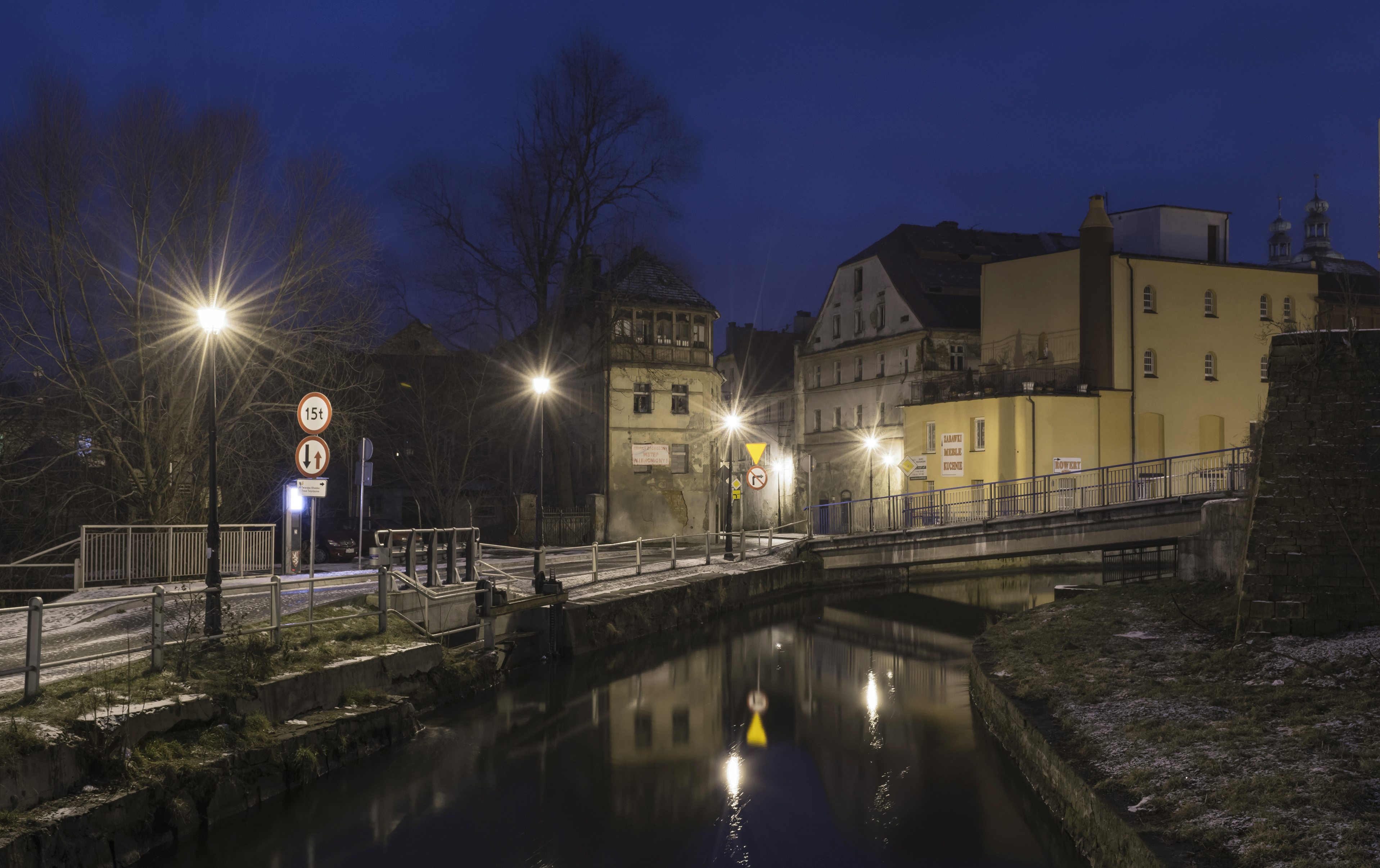
Młynówka i ul. Zofii Stryjeńskiej

Młynówka lub Kanał Młynówka, Kanał Franciszkański (niem. Mühlgraben) – lewostronny, sztuczny ciek, znajdujący się w Kłodzku w województwie dolnośląskim, odchodzący i wpadający do Nysy Kłodzkiej.

## Historia
Kanał powstał prawdopodobnie w okresie średniowiecza w wyniku wykonania po zachodniej stronie Nysy Kłodzkiej sztucznego przekopu jako fosy chroniącej gród od strony zachodniej, a następnie służył jako kanał doprowadzający wodę do ówczesnego młyna wodnego.

## Opis
Długość kanału wynosi 1200 m. Młynówka odchodzi od głównego nurtu Nysy Kłodzkiej w południowej części Kłodzka przy jazie, od tego miejsca płynie wzdłuż kamiennych murów obronnych otaczających staromiejską dzielnicę Kłodzka, teren dawnego podgrodzia zwany Wyspą Piasek – najstarszą część miasta stanowiąc naturalną fosę wzdłuż zabudowy. Następnie płynąc wśród domów uchodzi do Nysy Kłodzkiej poniżej mostu drogowego u zachodniego podnóża Owczej Góry. Brzegi kanału Młynówka są uregulowane i na całej długości umocnione od strony wyspy i od brzegów kamiennym murem o wysokości od 2 do 4 m. Nad kanałem zbudowanych jest sześć mostów łączących wyspę z lądem.